# Nikolaus Horschel
Nikolaus Horschel, auch Nickel Horschel, († 1468) war ein Görlitzer Ratsherr, Heerführer und Gesandter.

## Leben
Nikolaus Horschel hatte mindestens eine Schwester Dorothea.
Im Jahr 1426 nahm er bei der Schlacht bei Aussig teil. Reich sei er gewesen. 1427 erwarb er den wertvollen Brauhof am Untermarkt 23. 1431 wurde er Ratsherr in Görlitz und als solcher häufig auf Reisen abgesandt.

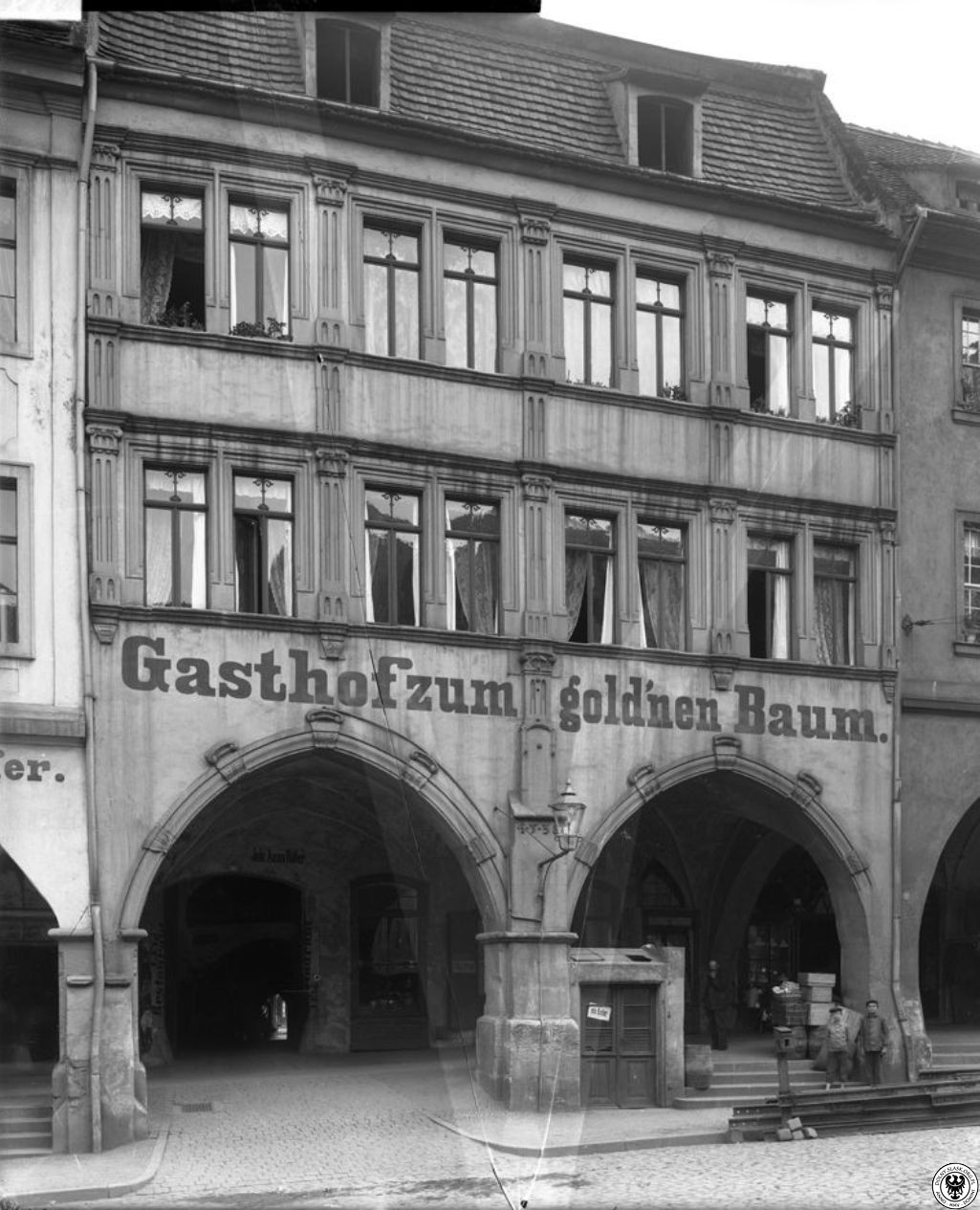
Fotografie vom Goldenen Baum/Gasthof zum gold’nen Baum (1905–1910).

1436 erwarb er von Johannes Marienam den „Goldenen Baum“ am Untermarkt 4 nahe dem Haus des Ratsherren (ab 1434) und späteren Bürgermeisters Urban Emmerich am Untermarkt 1. Der goldene Baum war ein sechsbieriger Brauhof mit vielen verwinkelten Räumen.
Am 9. Mai 1440 ist Horschel gemeinsam mit Emmerich jeweils als Heerführer beteiligt bei dem Rückschlag der Angriffe der Herren von Wartenberg. Sie nahmen die hölzerne ‚Burg Kamnitz‘ (nahe dem Wüsten Schloss) ein, plünderten und verbrannten sie.
Horschel heiratete Benigna Lauterbach und zeugte mit ihr eine Tochter, auch mit dem Namen Benigna. Martin Lauterbach, der Bruder Horschels Ehefrau saß mit ihm seit 1434 für Jahrzehnte im Rat. Martin Schleife, der Ehemann Horschels Schwester Dorothea war seit 1444, auch für lange Zeit, Ratsherr. 1454 wurde Horschel Schöffe.
Am Pfingstsonntag des Jahres 1464 habe Georg Emmerich, der Sohn seines einst vertrauten Ratskollegen Urban Emmerich in Horschels Haus seine Tochter Benigna „entehrt“, bzw. vergewaltigt, gar geschwängert. Letzteres ist nach Gunhild Roth nicht nachweisbar, eine „Entehrung“ laut Richard Jecht aber schon. Nachdem Emmerich eine Heirat mit Benigna verweigerte, kam es zum Streit Benignas Familie mit den Emmerichs. Es folgte eine Anklage der ersteren Familie, die vom Rat als eine Klage wegen der gefolgten Unruhen aufgenommen wurde. Die „Entehrung einer Jungfrau“ wäre nicht ein Fall für das städtische Gericht, sondern den Offizial des Dekanats Bautzen gewesen. Am 4. September 1464 wurden die Emmerichs zur Bezahlung der „bedeutende[n] Summe“ von 800 rheinischen Gulden verurteilt. Diese Summe wurde nie gezahlt, wahrscheinlich, wie Jecht vermutete, weil Urban Emmerich einen Monat später (zum 5. Mal) Bürgermeister wurde. Georg selbst verklagte darüber hinaus im gleichen Jahr Nikolaus Horschel, der immer mehr Achtung des Rates verlor, und Martin Lauterbach vor dem „subconservator der Privilegien der Studenten“ in Leipzig, den er wohl kannte.
Im April des nächsten Jahres zog Georg Emmerich nach Jerusalem und ließ sich, um seine öffentliche Wahrnehmung zu verbessern, am 11. Juli zum Ritter des Heiligen Grabes schlagen.
Der Rat stellte sich hinsichtlich der Anklage Emmerichs, noch vor einem Urteilsspruch, am 11. Dezember 1465 auf Seiten der von ihm angeklagten Horschel und Lauterbach.
Georg Emmerich oder Verbündete konstruierten Anfang 1467 oder schon vorher, zu politischen Machtinteressen, wie Zeitzeugen aus dem damaligen Umfeld, die bisher nur Gutes von den Beschuldigten erfahren hätten, wiedergaben, die Görlitzer Pulververschwörung. Nikolaus Horschel, Martin Lauterbach und Martin Schleiffe sollen Angriffe auf Görlitz vorbereitet haben und durch Pulver gar Feuer legen wollen. Sie gestanden es unter Folter, widerriefen es vor der Hinrichtung aber größtenteils (vier der fünf zu Tode Verurteilten). Noch im Jahr 1468 wurden sie hingerichtet, auch Martin Lauterbach, Martin Schleiffe und Nikolaus Horschel.
Horschels Tochter Benigna heiratete später Balthasar Salfeld, wie Bartholomäus Scultetus’ Aufzeichnungen beschreiben.
Im Januar 2020 eröffnete in Emmerichs Haus am Untermarkt 1, dem heutigen Emmerich-Hotel, das Restaurant Horschel.